# Sam Vokes
Samuel Michael Vokes (Southampton, Inglaterra, 21 de octubre de 1989), conocido como Sam Vokes, es un futbolista británico que juega como delantero en el Gillingham F. C. de la League Two de Inglaterra y para la selección nacional de Gales.

## Trayectoria
Vokes inició su carrera profesional con el Bournemouth en la Football League One inglesa, debutando en 2006. Su gran forma lo llevó al Wolverhampton Wanderers de la Football League Championship en 2008, donde contribuyó en la promoción del equipo a la Premier League en la temporada 2008-2009. Sin embargo, el poco tiempo de juego lo llevó a una serie de cesiones entre 2009 y 2012 que incluyó al Leeds United, Bristol City, Sheffield United, Norwich City, Burnley y Brighton & Hove Albion, hasta que el 31 de julio de 2012 firmó un contrato de tres años con el Burnley, en ese entonces equipo de la Football League Championship.

## Selección nacional
Juega para la selección de Gales a pesar de ser inglés de nacimiento, dada la condición de galés de su abuelo. Uno de sus días más memorables fue el 1 de julio de 2016, cuando marcó el gol que cerró la cuenta en el Gales-Bélgica en los cuartos de final de la Eurocopa de Francia, partido que los británicos se llevaron tras ganar 3-1 a una Bélgica que era clara favorita.

## Clubes
| Club                                  | País       | Año       | Partidos | [ 11 ] |
| ------------------------------------- | ---------- | --------- | -------- | ------ |
| AFC Bournemouth                       | Inglaterra | 2006-2008 | 59       | 16     |
| Wolverhampton Wanderers F. C.         | Inglaterra | 2008-2012 | 59       | 9      |
| Leeds United F. C. (cedido)           | Inglaterra | 2009      | 10       | 1      |
| Bristol City F. C. (cedido)           | Inglaterra | 2010-2011 | 1        | 0      |
| Sheffield United F. C. (cedido)       | Inglaterra | 2011      | 6        | 1      |
| Norwich City F. C. (cedido)           | Inglaterra | 2011      | 4        | 1      |
| Burnley F. C. (cedido)                | Inglaterra | 2011-2012 | 9        | 2      |
| Brighton & Hove Albion F. C. (cedido) | Inglaterra | 2012      | 15       | 3      |
| Burnley F. C.                         | Inglaterra | 2012-2019 | 258      | 62     |
| Stoke City F. C.                      | Inglaterra | 2019-2021 | 86       | 12     |
| Wycombe Wanderers F. C.               | Inglaterra | 2021-2025 | 144      | 30     |
| Gillingham F. C.                      | Inglaterra | 2025-     |          |        |